# Las Vegas Monorail
Las Vegas Monorail är en 6,3 kilometer lång förarlös  monorailbana av typ Alweg som går längs Las Vegas Strip i Clarc County i Nevada i USA. Den förbinder flera stora kasinon i de kommunfria områdena Paradise och Winchester men går inte in i staden Las Vegas. 
När banan öppnade 1995 gick den endast mellan de två hotellen MGM Grand och Bally's, en sträcka på 1,6 kilometer. De två begagnade tågen, som kom från Walt Disney World Resort i Florida, körde fram och tillbaka på vart sitt spår. År 2002 stängdes den för att byggas om och förlängas norrut till Sahara Hotell. Nio nya tåg med vardera fyra vagnar köptes från Bombardier Transportation, fem stationer byggdes och de två spåren kopplades ihop så att tågen skulle kunna vända. Den nya banan invigdes 15 juni 2004. 
En förlängning av monorailbanan norrut till speldistrikten i Las Vegas och söderut till
McCarran International Airport har diskuterats, men på grund av den dåliga beläggningen på tågen har den ej kommit till stånd.
Las Vegas Monorail har bytt ägare flera gånger och ägs nu av Convention & Visitors Bureau sedan förra ägaren Las Vegas Monorail Company gick i konkurs hösten  2020.